# Perinoia imitans
Perinoia imitans är en insektsart som beskrevs av Jacobi 1921. Perinoia imitans ingår i släktet Perinoia och familjen spottstritar. Inga underarter finns listade i Catalogue of Life.